# Steve Ritchie
Steve Ritchie – amerykański projektant gier komputerowych i automatów do gry typu flipper. W trakcie swojej kariery pracował dla Atari Inc., Williams Electronics, Stern Pinball oraz Midway Games.
Najbardziej znany jest z serii gier Mortal Kombat, gdzie w Mortal Kombat II, Mortal Kombat 3, Ultimate Mortal Kombat 3, Mortal Kombat Trilogy i Mortal Kombat: Shaolin Monks udzielił głosu głównemu bossowi, imperatorowi Shao Kahnowi. Zapowiadał w nich również walki między zawodnikami, oraz aprobował użycie określonych przez nich technik, a także serii ciosów śmiechem, lub określonymi słowami. W 2017 roku zdiagnozowano u niego chorobę Ménière’a.
Ma brata, Marka, który również jest projektantem flipperów.

## Wyprodukowane gry
Jest autorem, lub realizatorem projektów następujących gier: 
- Airborne Avenger (1977)
- Superman (1979)
- MeanStreak (1997)
- California Speed (1998)

- Flash (1979)
- Stellar Wars (1979)
- Firepower (1980)
- Black Knight (1980)
- Hyperball (1981)
- High Speed (1986)
- F-14 Tomcat (1987)
- Black Knight 2000 (1989)
- Rollergames (1990)
- Terminator 2: Judgment Day (1991)
- The Getaway: High Speed II (1992)
- Star Trek: The Next Generation (1993)
- No Fear: Dangerous Sports (1995)

- Elvira and the Party Monsters (1989; wraz z Dennisem Nordmanem i Jimem Patlą)

- Terminator 3: Rise of the Machines (2003)
- Elvis (2004)
- World Poker Tour (2006)
- Spider-Man (2007)
- "24" (2009)
- AC/DC (2012)
- Star Trek (2013)
- Game of Thrones (2015)
- Star Wars (2017)
- Black Knight: Sword of Rage (2019)[11]